# Маркетинг-менеджмент
Маркетинг-менеджмент (от англ. marketing management) — организационная дисциплина, которая фокусируется на практическом применении маркетинговой ориентации, на её техниках и методах на предприятиях и в организациях, а также на управлении маркетинговыми ресурсами и деятельностью фирмы.

## Структура
Маркетинг-менеджмент использует инструменты экономики и конкурентной стратегии для анализа отраслевого контекста, в котором работает фирма. К ним относятся анализ пяти сил Портера, анализ стратегических групп конкурентов, анализ цепочки ценности и другие.
При анализе конкурентов маркетологи строят подробные профили каждого конкурента на рынке, концентрируясь на их относительных конкурентных преимуществах и недостатках, используя SWOT-анализ. Менеджеры по маркетингу изучают структуру затрат каждого конкурента, источники прибыли, ресурсы и компетенции, конкурентное позиционирование и дифференциацию продукта, степень вертикальной интеграции, исторические реакции на развитие отрасли и другие факторы.
Маркетинг-менеджмент часто проводит исследования рынка и маркетинговые исследования для проведения маркетингового анализа. Маркетологи используют различные методы для проведения маркетинговых исследований, но некоторые из наиболее распространенных включают в себя:
- Качественные маркетинговые исследования, такие как фокус-группы и различные типы интервью
- Количественные маркетинговые исследования, такие как статистические исследования
- Экспериментальные методы, такие как тестирование рынков
- Методы наблюдения, такие как этнографическое (локальное) наблюдение

Менеджеры по маркетингу могут также разрабатывать и контролировать различные процессы сканирования среды и конкурентной разведки, чтобы помочь идентифицировать тенденции и обеспечить маркетинговый анализ компании.

### Аудит бренда
Аудит бренда — это тщательное изучение текущего положения бренда в отрасли по сравнению с его конкурентами и проверка его эффективности. Когда дело доходит до аудита бренда, необходимо тщательно изучить и оценить шесть вопросов:
1. Насколько хорошо работает текущая стратегия бренда в бизнесе?
2. Каковы сильные и слабые стороны ресурса компании?
3. Каковы его внешние возможности и угрозы?
4. Насколько конкурентоспособны цены и издержки бизнеса?
5. Насколько сильна конкурентная позиция бизнеса по сравнению с конкурентами?
6. Какие стратегические вопросы стоят перед бизнесом?

Когда бизнес проводит аудит бренда, целью является выявление сильных сторон, недостатков, лучших рыночных возможностей, внешних угроз, будущей прибыльности и конкурентоспособности бизнеса в сравнении с существующими конкурентами. Аудит бренда устанавливает стратегические элементы, необходимые для улучшения позиции бренда и повышения его конкурентоспособности в отрасли. После аудита бренда любой бизнес, имеющий хорошие финансовые показатели и рыночные позиции, скорее всего, не будет иметь правильно продуманной и эффективно реализованной стратегии бренда.
Аудит бренда проверяет, увеличивается или уменьшается доля бизнеса на рынке. Он определяет, улучшается ли маржа прибыли компании, уменьшается ли она и насколько она выше по сравнению с маржинальной прибылью известных конкурентов. Кроме того, аудит торговой марки исследует тенденции в чистой прибыли бизнеса, окупаемости существующих инвестиций и его установленной экономической стоимости. Он определяет, улучшается или ухудшается вся финансовая устойчивость бизнеса и его кредитный рейтинг. Этот вид аудита также оценивает имидж и репутацию бизнеса со своими клиентами. Кроме того, аудит бренда направлен на то, чтобы определить, воспринимается ли бизнес как отраслевой лидер в области технологий, предлагая инновации в продуктах или услугах наряду с исключительным обслуживанием клиентов, а также другие важные вопросы, которые клиенты используют для выбора предпочтительного бренда.
Аудит бренда обычно фокусируется на сильных сторонах бизнеса и ресурсных возможностях, потому что это элементы, которые повышают его конкурентоспособность. Конкурентные преимущества бизнеса могут существовать в нескольких формах. Некоторые из этих форм включают квалифицированный или соответствующий опыт, ценные физические активы, ценные человеческие активы, ценные организационные активы, ценные нематериальные активы, конкурентные возможности, достижения и атрибуты, которые делают бизнес конкурентным преимуществом, а также альянсы или совместные предприятия.
Основная концепция аудита бренда заключается в определении того, являются ли сильные стороны бизнеса конкурентными активами или конкурентными обязательствами. Этот тип аудита направлен на то, чтобы гарантировать, что бизнес поддерживает отличительную компетенцию, которая позволяет ему создавать и усиливать свои конкурентные преимущества. Более того, успешный аудит бренда направлен на то, чтобы выяснить, что бизнес извлекает выгоду наилучшим образом, его уровень знаний, сильные ресурсы и сильные конкурентные возможности, а также определить позицию бизнеса и его будущую эффективность.

### Маркетинговая стратегия
Два потребительских сегмента часто выбираются в качестве целей, потому что они получают высокие оценки по двум параметрам:
1. Сегмент является привлекательным для обслуживания, поскольку он большой, растущий, часто совершает покупки, не чувствителен к цене (то есть готов платить высокие цены) или другим факторам.
2. Компания обладает ресурсами и возможностями, чтобы конкурировать за бизнес сегмента, может удовлетворить их потребности лучше, чем конкуренты, и может сделать это с выгодой[2].

Обычно цитируемое определение маркетинга просто «удовлетворение потребностей с выгодой». 
Смысл выбора целевых сегментов заключается в том, что впоследствии компания выделит больше ресурсов для приобретения и удержания клиентов в целевом сегменте, чем для других нецелевых клиентов. В некоторых случаях фирма может пойти так далеко, что отвернет клиентов, которые не входят в ее целевой сегмент. Например, швейцар в шикарном ночном клубе может отказать в доступе немодно одетым людям, потому что бизнес принял стратегическое решение нацелиться на сегмент «высокой моды» посетителей ночного клуба. 
В сочетании с решениями о таргетинге менеджеры по маркетингу будут определять желаемое положение, которое они хотят, чтобы компания, продукт или бренд занимали в сознании целевого клиента. Такое позиционирование часто является инкапсуляцией ключевого преимущества продуктов или услуг, предлагаемых компанией, которое дифференцировано и превосходит преимущества, предлагаемые конкурентными продуктами. Например, Volvo традиционно позиционирует свою продукцию на автомобильном рынке в Северной Америке, чтобы считаться лидером в «безопасности», в то время как BMW традиционно позиционирует свою марку, чтобы считаться лидером в «производительности». 
В идеале, позиция фирмы может сохраняться в течение длительного периода времени, потому что компания обладает или может развить некоторую форму устойчивого конкурентного преимущества. Позиционирование также должно быть достаточно релевантным для целевого сегмента, чтобы оно определяло покупательское поведение целевых клиентов. Подводя итог, маркетинговая отрасль компании должна заниматься продажей и популярностью своей продукции среди людей и своих клиентов, поскольку основной и конечной целью компании является удовлетворение потребностей клиентов и возврат доходов.

### Планирование реализации
Если компания получила адекватное понимание клиентской базы и своей собственной конкурентной позиции в отрасли, менеджеры по маркетингу могут принимать свои собственные ключевые стратегические решения и разрабатывать маркетинговую стратегию, направленную на максимизацию доходов и прибыли фирмы. Выбранная стратегия может быть нацелена на достижение любой из множества конкретных целей, включая оптимизацию краткосрочной маржи, рост доходов, доли рынка, долгосрочной прибыльности или других целей.
После определения стратегических целей фирмы, выбора целевого рынка и определения желаемого позиционирования для компании, продукта или бренда менеджеры по маркетингу сосредотачиваются на том, как наилучшим образом реализовать выбранную стратегию. Традиционно, это включало планирование внедрения через «4P»: управление продуктом, ценообразование (по какому ценовому интервалу производитель позиционирует продукт, например, низкая, средняя или высокая цена), место (место, где продукты могут быть проданными, эта область может быть местной, региональной, национальной или международной) и продвижение.
Взятые вместе, варианты реализации компании по всем четырем позициям часто описываются как маркетинговый набор, то есть набор элементов, которые бизнес будет использовать для «выхода на рынок» и реализации маркетинговой стратегии. Общая цель маркетингового комплекса состоит в том, чтобы последовательно выдвигать убедительное ценностное предложение, которое усиливает выбранное позиционирование фирмы, повышает лояльность клиентов и ценность бренда среди целевых клиентов, а также достигает маркетинговых и финансовых целей фирмы.
Во многих случаях маркетинг-менеджмент разрабатывает маркетинговый план, чтобы указать, как компания будет выполнять выбранную стратегию и достигать целей бизнеса. Содержание маркетинговых планов варьируется для каждой фирмы, но обычно включает в себя:
- Исполнительное резюме

- Ситуационный анализ для обобщения фактов и идей, полученных в результате исследования рынка и маркетингового анализа

- Миссия компании или долгосрочное стратегическое видение

- Изложение основных целей компании, часто подразделяемых на маркетинговые цели и финансовые цели

- Маркетинговая стратегия, выбранная бизнесом, с указанием целевых сегментов и конкурентного позиционирования.

- Варианты реализации для каждого элемента комплекса маркетинга (4P)

### Управление проектами, процессами и поставщиками
В более широком смысле, менеджеры по маркетингу работают над дизайном и повышением эффективности основных маркетинговых процессов, таких как разработка новых продуктов, бренд-менеджмент, маркетинговые коммуникации и ценообразование. Маркетологи могут использовать инструменты реинжиниринга бизнес-процессов, чтобы обеспечить правильное проектирование этих процессов, и использовать различные методы управления процессами, чтобы обеспечить их бесперебойную работу.
Эффективное выполнение может потребовать управления как внутренними ресурсами, так и различными внешними поставщиками и поставщиками услуг, такими как рекламное агентство фирмы. Поэтому маркетологи могут координировать свои действия с отделом закупок компании по закупке этих услуг. Под сферой управления маркетинговыми агентствами (то есть работы с внешними маркетинговыми агентствами и поставщиками) понимаются такие методы, как оценка эффективности агентства, объем работы, поощрительная компенсация, RFx и хранение информации агентства в базе данных поставщика.

### Системы отчетности, измерения, обратной связи и контроля
Маркетинг-менеджмент использует различные метрики для измерения прогресса в достижении целей. Менеджеры по маркетингу несут ответственность за обеспечение того, чтобы выполнение маркетинговых программ достигало желаемых целей и делало это экономически эффективным образом.
Поэтому в маркетинг-менеджменте часто используются различные организационные системы контроля, такие как прогнозы продаж, программы продаж и стимулирования торговых посредников, системы управления продажами и системы управления взаимоотношениями с клиентами (CRM). Некоторые поставщики программного обеспечения начали использовать термин «управление маркетинговыми операциями» или «управление маркетинговыми ресурсами» для описания систем, облегчающих интегрированный подход к управлению маркетинговыми ресурсами. В некоторых случаях эти усилия могут быть связаны с различными системами управления цепями поставок, такими как планирование ресурсов предприятия (ERP), планирование потребностей в материалах (MRP), эффективное реагирование потребителей (ECR) и системы управления запасами.

### Международный маркетинг-менеджмент
Глобализация экономики привела к тому, что некоторые фирмы вышли на рынок за пределы своих стран, что сделало международный маркетинг частью маркетинговой стратегии этих фирм. Менеджеры по маркетингу часто отвечают за влияние на уровень, сроки и структуру покупательского спроса. Частично это связано с тем, что роль менеджера по маркетингу может значительно различаться в зависимости от размера бизнеса, корпоративной культуры и промышленного контекста. Например, на малых и средних предприятиях управляющий маркетолог может участвовать как в управленческих, так и в маркетинговых операциях для брендов компании. В крупной компании, производящей потребительские товары, менеджер по маркетингу может выступать в качестве общего генерального менеджера назначенного ему продукта. Чтобы создать эффективную, рентабельную стратегию маркетинг-менеджмента, фирмы должны обладать подробным, объективным пониманием своего бизнеса и рынка, на котором они работают. При анализе этих вопросов дисциплина маркетинг-менеджмента часто пересекается с соответствующей дисциплиной стратегического планирования.